# Wasilij Bojcow (1907–1980)
Wasilij Iwanowicz Bojcow (ros. Василий Иванович Бойцов, ur. 1907, zm. ?) – radziecki działacz państwowy i partyjny.
Od 1925 należał do RKP(b)/WKP(b), od 21 kwietnia do 2 lipca 1938 był I sekretarzem Biura Organizacyjnego KC WKP(b) na obwód orłowski, a od 7 lipca 1938 do 20 stycznia 1942 I sekretarzem Komitetu Obwodowego WKP(b) w Orle. Od 21 marca 1939 do 5 października 1952 wchodził w skład Centralnej Komisji Rewizyjnej WKP(b), od 16 września 1943 do 17 października 1946 zajmował stanowisko przewodniczącego Komitetu Wykonawczego Iwanowskiej Rady Miejskiej.